# Soloski čovjek
Soloski čovjek (lat. Homo erectus soloensis), prethodno klasificiran kao Homo sapiens soloensis, je prepoznat kao podvrsta izumrlog hominina, Homo erectusa. Jedini poznati primjerci ovog hominina nađeni su u fosilnim nalazištima duž rijeke Bengawan Solo na indonezijskom otoku Javi. Ovi su ostaci poznati i kao Ngandong ostaci, po imenu sela u čijoj blizini su prvi put pronađeni.
Iako je morfologija soloskog čovjeka većim dijelom tipična za Homo erectusa, njegova je kultura bila neuobičajeno napredna.  Ovo izaziva mnoge probleme postojećim teorijama glede ograničenih Homo erectusovih sposobnosti u smislu inovacije i govora. Njegov se moždani volumen kreće od 1013 do 1251 cm³, što ga čini jednim od pripadnika roda Homo s najvećim mozgom.
S obzirom na pronađeni kameni alat i gracilnu fizičku građu, ovaj je izumrli hominin u početku bio klasificiran kao podvrsta Homo sapiensa (pod imenom Javanthropus), te se smatrao pretkom modernih australskih Aboridžina. Međutim, pomnija je analiza dokazala da to nije tako. _Analiza 18 lubanja iz lokaliteta Sangiran, Trinil, Sambungmacan, i Ngandong pokazuju kronološki razvoj od perioda Bapang-AG do perioda Ngandong. Homo eerectus soloensisu je 2011. revidirana starost na vremensko razdoblje od 550 000 do 143,000 godina.

## Vanjske poveznice
- Otkriće soloskog čovjeka, pristupljeno 6. svibnja 2014.
- Morfologija soloskog čovjeka  Arhivirana inačica izvorne stranice od 6. svibnja 2014. (Wayback Machine), pristupljeno 6. svibnja 2014.
- Rana indonezija  Arhivirana inačica izvorne stranice od 27. rujna 2007. (Wayback Machine) content excerpted from Indonesia: A Country Study, William H. Frederick and Robert L. Worden, eds. Washington, DC: Federal Research Division of the Library of Congress, 1992,, pristupljeno 6. svibnja 2014.
- Populacijsko usko grlo nakon erupcije supervulkana Toba  Arhivirana inačica izvorne stranice od 3. siječnja 2010. (Wayback Machine), pristupljeno 6. svibnja 2014.
- O. Frank Huffman, John de Vos, Aart W. Berkhout, and Fachroel Aziz (2010) "Provenience Reassessment of the 1931-1933 Ngandong Homo erectus (Java), Confirmation of the Bone-Bed Origin Reported by the Discoverers." PaleoAnthropology 2010  Arhivirana inačica izvorne stranice od 15. lipnja 2012. (Wayback Machine):1-60, pristupljeno 6. svibnja 2014.
- Indriati E, Swisher CC III, Lepre C, Quinn RL, Suriyanto RA, et al. 2011 The Age of the 20 Meter Solo River Terrace, Java, Indonesia and the Survival of Homo erectus in Asia. PLoS ONE 6(6): e21562. , pristupljeno 6. svibnja 2014.